# Hollandmädel
Hollandmädel ist ein deutscher Filmschwank aus dem Jahre 1953 von J. A Hübler-Kahla mit Sonja Ziemann in der Titelrolle sowie Hans Moser und Paul Henckels als zwei Streithähne, die in einem Wettkampf liegen.

## Handlung
Romeo und Julia in der niederländischen Tiefebene. Käsefabrikant Knoop und Tulpenzüchter Leuwendahl, die Tür an Tür wohnen, befinden sich in einem andauernden Kleinkrieg. Darunter leidet vor allem die Liebe zwischen Antje Leuwendahl und Jan Knoop, den beiden Kinder der erbitterten Streithähne. Dass die beiden jungen Leute jemals mit dem Segen der beiden Väter zusammenkommen könnten, erscheint hoffnungslos. Dabei hat sich der Streit der alten Querköpfe doch eigentlich an einer lang zurück liegenden Lappalie entzündet. Beide Männer waren in leidenschaftlicher Zuneigung zu der Sängerin Molly entbrannt. Während der alte Knoop seinem neuen Tubenkäse den Namen „Molly“ verpasste, tat Leuwendahl das gleiche mit einer revolutionären Tulpenneuzüchtung. Diese Koinzidenz weitete sich auch auf ihre deutschen Geschäftsbeziehungen aus und stört diese empfindlich. Auch der Duftspezialist Brisling, der sowohl für den einen wie für den anderen besondere Duftkreationen ausarbeitet, gerät zwischen die Fronten. 
Schließlich balgen sich die zwei alten Kontrahenten sogar um eine simple Laube, die genau auf dem Grenzstreifen beider Grundstücke steht, und die jeder von ihnen mit Hilfe von Stricken ganz auf das eigene Grundstück zu ziehen versucht. Dabei wird das gute Stück in der Mitte auseinandergerissen. Als dadurch das dort gerade turtelnde Liebespaar Antje und Jan zutage tritt, ist der Zorn der beiden Väter zunächst grenzenlos. Zur Strafe werden die jungen Leute jeder auf sein Zimmer verbannt. Nun muss sich Brisling auch noch als Postillon d’amour zwischen Jan und Antje betätigen und transportiert Liebesbotschaften, versteckt in Knoops Käse. Aus Berlin reist Käsehändler Quietsch nach Holland, um Knoops Kreation „Molly“ in Augenschein zu nehmen, während der Kölner Biologie-Professor Schmidtchen dasselbe tut, um wiederum dessen „Molly“-Tulpe näher zu betrachten. Deren Ehefrauen werden sofort misstrauisch, als sie herausfinden, dass ihre Gatten zu einer gewissen „Molly“ fahren. Sie reisen den mutmaßlich untreuen Gatten nach und versuchen auf eigene Faust, vor Ort näheres herauszubekommen. Frau Schmidtchen soll Herrn Quietsch besuchen, um diesen bezüglich Molly auszuquetschen während Frau Quietsch dasselbe bei Prof. Schmidtchen zu machen versucht.
Die beiden anreisenden Herren haben es auch nicht eben leicht. Sie mussten wegen Ausbuchung aller Hotelzimmer auf einem Billardtisch und wurden von einem gewissen Mr. Sugar und seinem Kumpel Mr. Zimt nächtens ständig gestört, weil diese Billard spielen wollten. Als am nächsten Morgen beim großen holländischen Blumenkorso nahezu sämtliche Beteiligten auftauchen, erscheint auch besagte Molly. Die aber scheint sich weder für Knoop noch Leuwendahl zu interessieren, sondern macht sich vielmehr an Sugar und Zimt heran, da diese vermögend zu sein scheinen. Zwischendurch singt die Käse-Antje aus Holland das titelgebende Lied „Hollandmädel“. Gleich im Anschluss daran berät sie sich mit Jan und Brisling, wie man den herrischen Vätern entkommen könnte. Als einer der Väter das Treffen belauscht, beginnt ein großes Durcheinander, bei dem die beiden Liebenden versehentlich ein Schlafmittel trinken, das sie außer Gefecht setzt und die forcierte Eheschließung verhindert. Dann saust Knoop versehentlich mit Antje und Leuwendahl irrtümlich mit Jan in dem jeweils eigenen Auto davon, im festen Glauben, das eigene Kind an Bord gehievt und dadurch vor einer großen Dummheit bewahrt zu haben. Bei der wilden Fahrt landen die Fahrzeuge im Straßengraben. Als dann auch noch Zucker und Zimt auftauchen, sich als Straßenräuber entpuppen und ihre Ausweispapiere mit denen von Knoop und Leuwendahl austauschen, ist die Konfusion perfekt. Die Polizei verhaftet die Falschen, Knoop und Leuwendahl, während die Ganoven beinah entkommen. Knoop und Leuwendahl, als Diebe vermutet, werden von der Polizei aneinandergefesselt und müssen nun die nächsten paar Stunden nolens volens miteinander auskommen. Jetzt haben sie genügend Zeit, sich miteinander auszusprechen. Das riesige Durcheinander wird erst von Molly aufgeklärt.
Derweil haben sich nun zu allem Überfluss auch noch Antje und Jan miteinander verkracht, denn beide unterstellen dem/der jeweils anderen, an der misslungenen Flucht Schuld zu tragen. Auf dem Blumenfest geraten sie sich in die Haare. Nun liegt es an den sich allmählich miteinander versöhnenden Vätern, die beiden zur Räson zu bringen. Leuwendahl und Knoop prügeln sich zum Schein, sodass ihre beiden Kinder ihren Zoff begraben. Da Brisling Schuld am Austausch des Schlafpulvers mit all den darauf folgenden Konsequenzen trug, will sich nun Jan den Duftspezialisten vorknöpfen. Der aber hat keine Lust mehr auf den ganzen Wahnsinn und macht sich schleunigst aus dem Staub. Während die Erwachsenen Brisling hinterherjagen, beschließen Jan und Antje, sich lieber zur Hochzeitsmühle zu schleichen, um dort endlich zu heiraten. Während der Hochzeit treffen nun auch Knoop und Leuwendahl, die Pietschs und die Schmidtchen ein, und man feiert nicht nur allgemeine Versöhnung, sondern auch eine Eheschließung.

## Produktionsnotizen
Hollandmädel entstand zwischen dem 25. April und dem 30. Mai 1953 im niederländischen Meeresort Noordwijk sowie in den CCC-Studios in Berlin-Spandau. Die Uraufführung erfolgte am 30. Juli 1953 in Düsseldorf, die Berliner Premiere war am 11. September desselben Jahres. Am 4. Februar 1996 lief der Film im ZDF.
Heinz Laaser hatte die Produktionsleitung. Rolf Zehetbauer gestaltete die Filmbauten, Walter Kraatz die Kostüme. Arthur Grimm war Standfotograf. Jens Keith übernahm die Choreographie. Es spielte das RIAS-Tanzorchester, er singen Bruce Low und Die 3 Travellers.

## Kritiken
Der Spiegel schrieb: „Der dramatische Knoten der ungemein verkästen Handlung wird aus dem dreidimensionalen Einfall geschürzt, daß sich hinter dem Namen Molly a) eine Preistulpe, b) ein Preiskäse und c) Ethel Reschke verbergen. Der (unverständlicherweise) nicht einmal farbige Film schrumpft in anderthalb mühsamen Stunden in sich zusammen wie die Kleider der Komikerphalanx (Moser, Henckels, Löck, Platte), die einer ausgiebigen Feuerwehrdusche ausgesetzt werden.“
Im Lexikon des Internationalen Films heißt es: „Aufdringliche Situationskomik und seichte Schlager bestimmen die flache Heimatfilm-Variante, die alles in allem ein vergeblicher Versuch war, den großen Publikumserfolg Sonja Ziemanns in "Schwarzwaldmädel" zu wiederholen.“